# Malur emperador
El malur emperador (Malurus cyanocephalus) és una espècie d'ocell de la família Maluridae que es troba a Indonèsia i Papua Nova Guinea.
Els seus hàbitats naturals són boscos humits tropicals i subtropicals de terres baixes.